# Jasper Dejaegher
Jasper Dejaegher, né le 23 janvier 2001 à Ostende, est un coureur cycliste belge.

## Biographie
Originaire d'Ostende, Jasper Dejaegher le cyclisme vers l'âge de huit ans,. Il fait ses débuts en compétition dans la catégorie des minimes, tout en jouant au football. Il délaisse finalement ce dernier sport vers ses douze ans pour se consacrer uniquement au vélo. Dans les catégories de jeunes, il participe à des compétitions sur route, en cyclo-cross mais aussi en VTT. 
En 2022, il devient champion de Belgique de beachrace chez les espoirs. Il intègre ensuite la réserve de l'équipe World Tour Intermarché-Circus-Wanty en 2023. Avec cette formation, il réalise une belle saison en remportant une étape au Tour du Loir-et-Cher et au Tour d'Eure-et-Loir, qu'il termine à la deuxième place. Il s'impose par ailleurs sur divers interclubs en Belgique et aux Pays-Bas.
Il passe finalement professionnel en 2024 au sein de la structure Flanders-Baloise. 

## Palmarès
- 2019
  - 2e du championnat de Flandre-Occidentale du contre-la-montre juniors
  - 3e du championnat de Flandre-Occidentale sur route juniors
- 2022
  -  Champion de Belgique de beachrace espoirs
  - 3e du Mémorial Danny Jonckheere
  - 3e du Grand Prix de Honnelles
- 2023
  - Wim Hendriks Trofee
  - 5e étape du Tour du Loir-et-Cher
  - 3e étape du Tour d'Eure-et-Loir
  - Romsée-Stavelot-Romsée
  - Omloop der Zevenheuvelen
  - Grand Prix Jules Van Hevel
  - 2e du Tour d'Eure-et-Loir
- 2025
  - Ruddervoorde Koerse

### Classements mondiaux
| Année                                 | 2023  |
| ------------------------------------- | ----- |
| Classement mondial                    | 1163e |
|                                       |       |
| Légende : nc = non classéSource : UCI |       |